# Marcel Marchal
Marcel Marchal, né le 2 juin 1913 à Montigny-lès-Metz (Empire allemand) et mort le 31 juillet 1993 à Verdun, est un footballeur international français.

## Biographie
Son poste de prédilection est milieu de terrain. Il ne compte qu'une sélection en équipe de France de football, France-Belgique à Paris au Parc des Princes en 1938.
En 1939, alors qu'il joueur du FC Metz, il est mobilisé avec plusieurs coéquipiers (notamment Nicolas Hibst), pour la Seconde Guerre mondiale où il intègre le 162e régiment d'infanterie.

### Clubs successifs
- FC Metz

### Carrière
Un mois après la résistance farouche des Tricolores face à l'Italie (0-0), l'équipe de France fit valoir ses qualités offensives contre la Belgique, Marcel, lancé dans le grand bain en même temps que Auguste Jordan, eut un rôle trop effacé pour espérer continuer en sélection.

## Palmarès
- Champion de Division 2 en 1935 avec le FC Metz
- Finaliste de la Coupe de France en 1938 avec le FC Metz